# Angraecopsis ischnopus
Angraecopsis ischnopus är en orkidéart som först beskrevs av Rudolf Schlechter, och fick sitt nu gällande namn av Rudolf Schlechter. Angraecopsis ischnopus ingår i släktet Angraecopsis och familjen orkidéer. Inga underarter finns listade i Catalogue of Life.